# Estelas cántabras

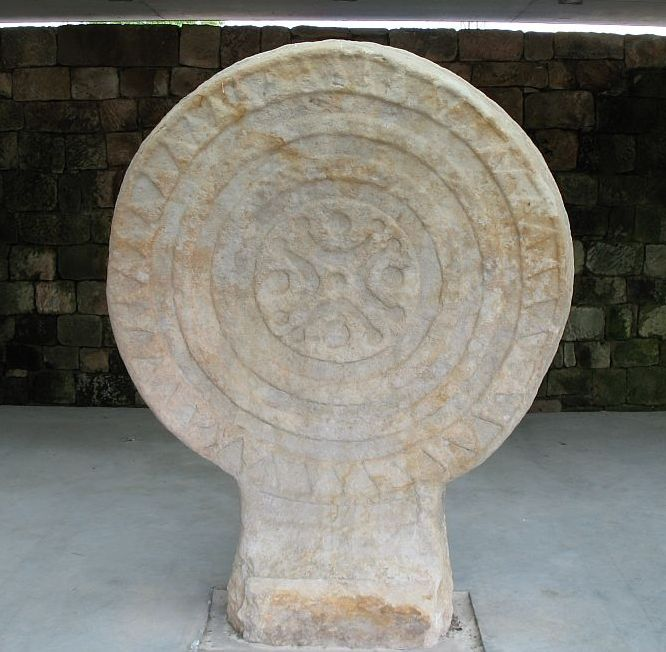
Kantabrische Stele von Barros aus Sandstein (3. Jahrhundert v. Chr.) Sie zeigt konzentrische Kreise in Flachreliefform. Ihr Durchmesser beträgt 166 cm.

Als estelas cántabras oder kantabrische Stelen wird eine Fundgruppe bezeichnet, die im nordspanischen Kantabrien vorkommt und deren älteste Exemplare aus der Zeit vor der römischen Eroberung stammen sollen. Die jüngsten Exemplare entstanden im 3. Jahrhundert n. Chr. Bei der Datierung steht die Gruppe derjenigen, die eine indigene, vorrömische Deutung favorisieren, derjenigen gegenüber, die die Objekte ins Mittelalter datieren.

Das Wappen Kantabriens mit der runden Stele von Barros

Bei den Stelen handelt es sich um runde, steinerne Scheiben mit einem Durchmesser bis zu zwei Metern. Sie sind vielfach in Form von Basreliefs bearbeitet und bieten Symbole wie Svastiken (Die Estela discoidea de Caravia in Asturien, entstanden vielleicht zwischen dem 1. Jahrhundert v. und dem 1. Jahrhundert n. Chr.), Kreuze, Dreiecke, „Propeller“, (Wirbelräder) oder Lanzen, aber auch berittene Krieger. Die Stelen werden meist mit einem Sonnenkult in Zusammenhang gebracht. Als erstes wurden der Öffentlichkeit die 1,66 und 2,0 m messenden Stelen von Barros, bei Los Corrales de Buelna 1915 und 1920 durch Arbeiten von Henri Breuil (1877–1961) und Eugeniusz Frankowski (1884–1962) bekannt.
Sie gelten einigen Wissenschaftlern als späte Vertreter einer Form, die im Raum Álava, Burgos, Soria, Vizcaya und im Osten Asturiens verbreitet war. Ihre Funktion ist unklar, vermutet wurde, dass sie Stammesterritorien abgegrenzten, Grabstätten markierten oder Kultstätten hervorhoben. Auf letzteres könnte hinweisen, dass einige in spätere religiöse Bauwerke eingebaut wurden, darunter Kirchen und Eremitagen, aber auch die Tatsache, dass es in Kantabrien aus vorrömischer Zeit keine tempelartigen Anlagen gibt.
Ähnlich wie die Keramik Kantabriens weisen die Stelen auch noch in römischer Zeit überwiegend Elemente der indigenen Kultur mit Hinweisen auf Sterne und Sonne auf, sowie auf die Dominanz einer kriegerischen, vielleicht eisenzeitlichen Kultur. Hingegen weisen die medievalistas auf lokale Legenden und auf die Nähe zu christlichen Kultorten hin, einige auf mozarabische Elemente.
Die größten Stelen dieser Art stammen aus Barros (Estela de Barros 1 und 2, letztere 1999 fragmentiert in einer Eremitage entdeckt), ähnlich groß sind die beiden größeren der drei Stelen von Lombera, sowie die Stele von Zurita. Die dritte Stele von Lombera wurde, gleichfalls fragmentiert, in einer Mauer einer Finca entdeckt. Die meisten der großen Stelen fanden sich im Tal des Río Buelna, die Stele von Zurita allerdings im Valle de Piélagos.
Nicht viel kleiner ist die Stele von Luriezo, die in einem Kirchenportal entdeckt wurde und die 136 cm Durchmesser aufweist.
2001 wurde ein eigener Parque de Las Estelas an der Carretera Nacional 611 eingerichtet. Etwa 20 kleinere Stelen befinden sich im Museo de Prehistoria y Arqueología de Cantabria von Santander, hinzu kommen die drei als „gigantisch“ bezeichneten großen Stelen von Lombera, Zurita und Los Corrales de Buelna.
Weitere Stelen finden sich in der Nekropole von Argiñeta.

Museum of Prehistory and Archaeology of Cantabria
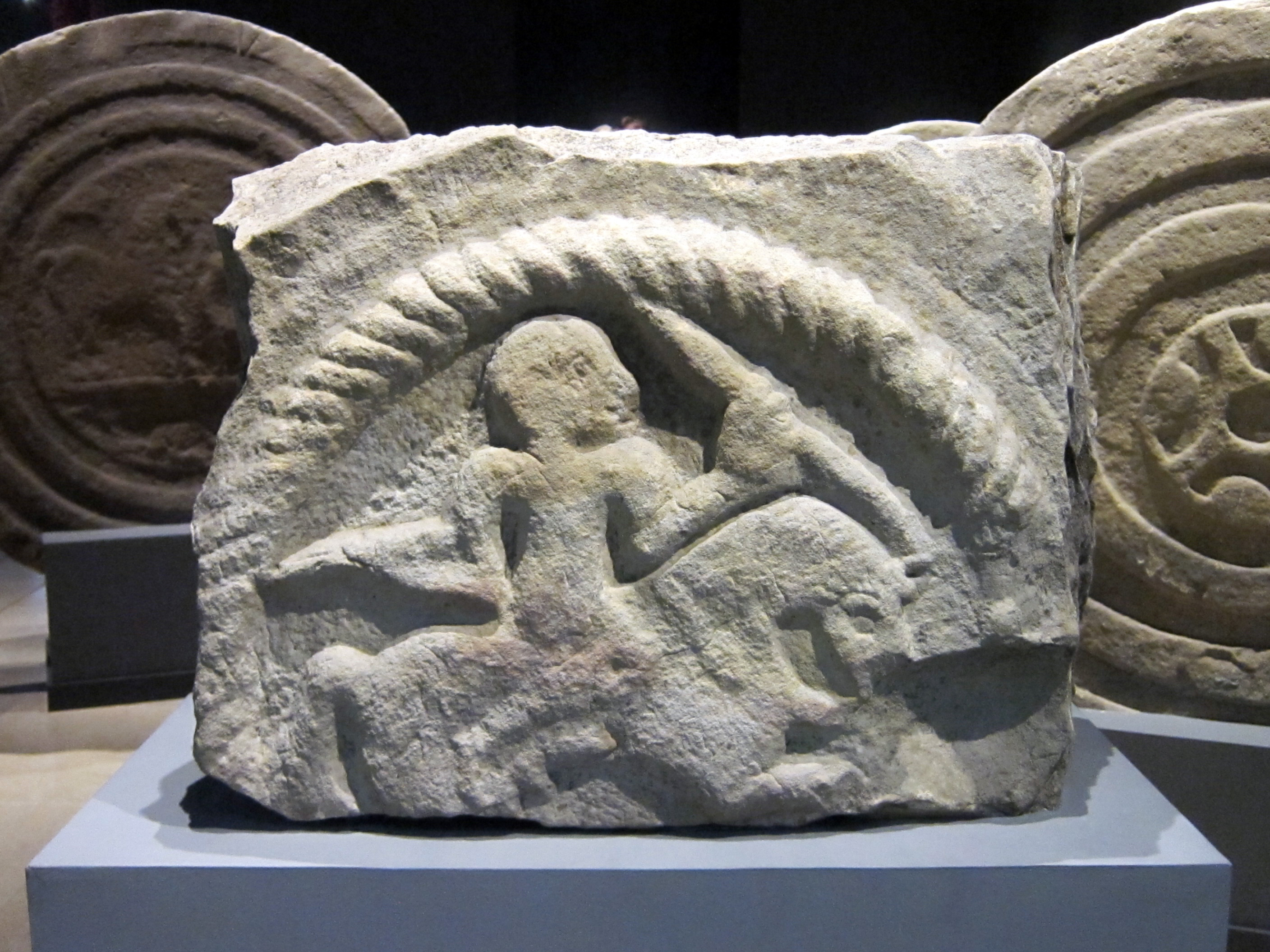
Stele San Vicente de Toranzo
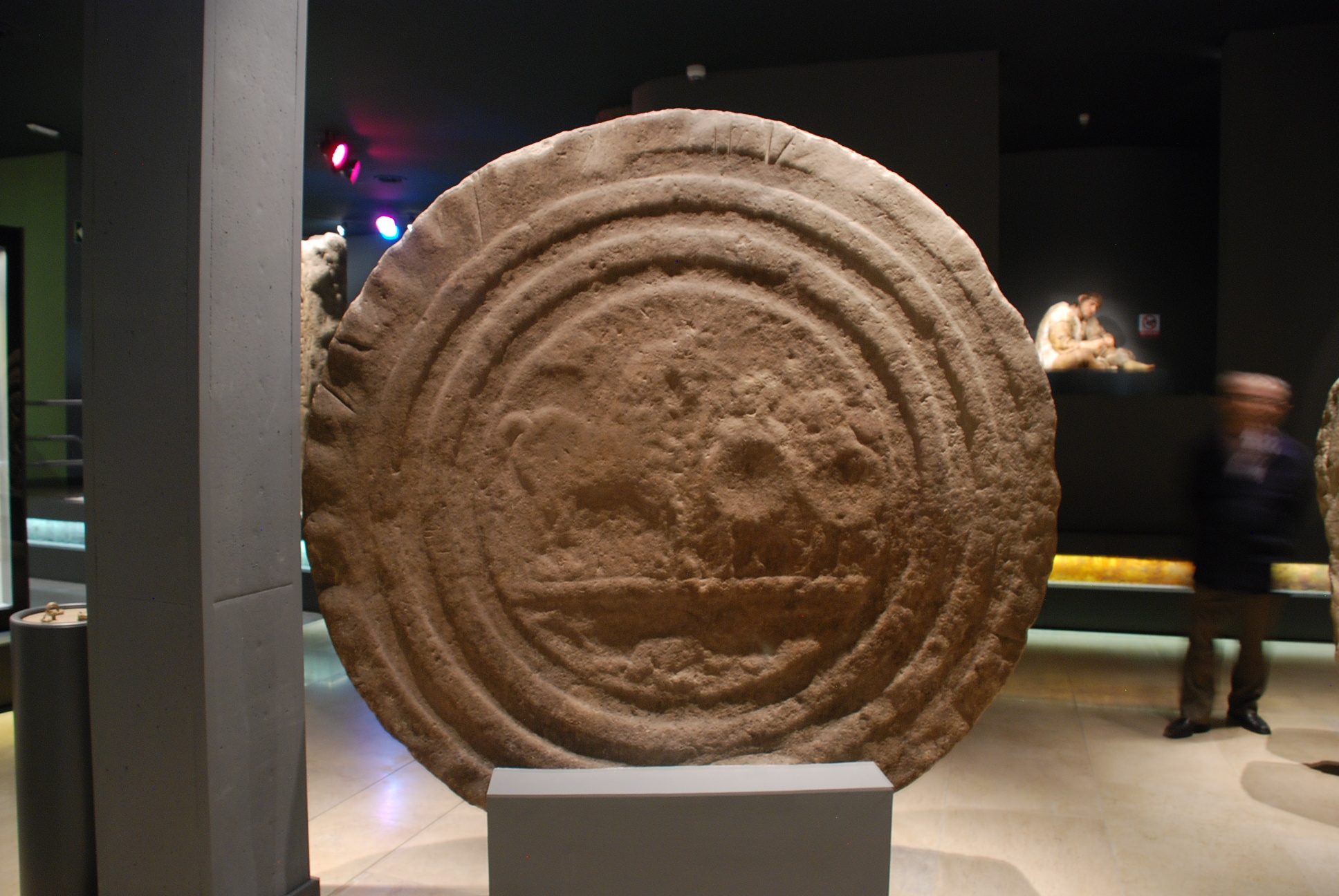
Stele Zurita; Durchmesser 2,0 m; Übergangsphase zur römischen Epoche
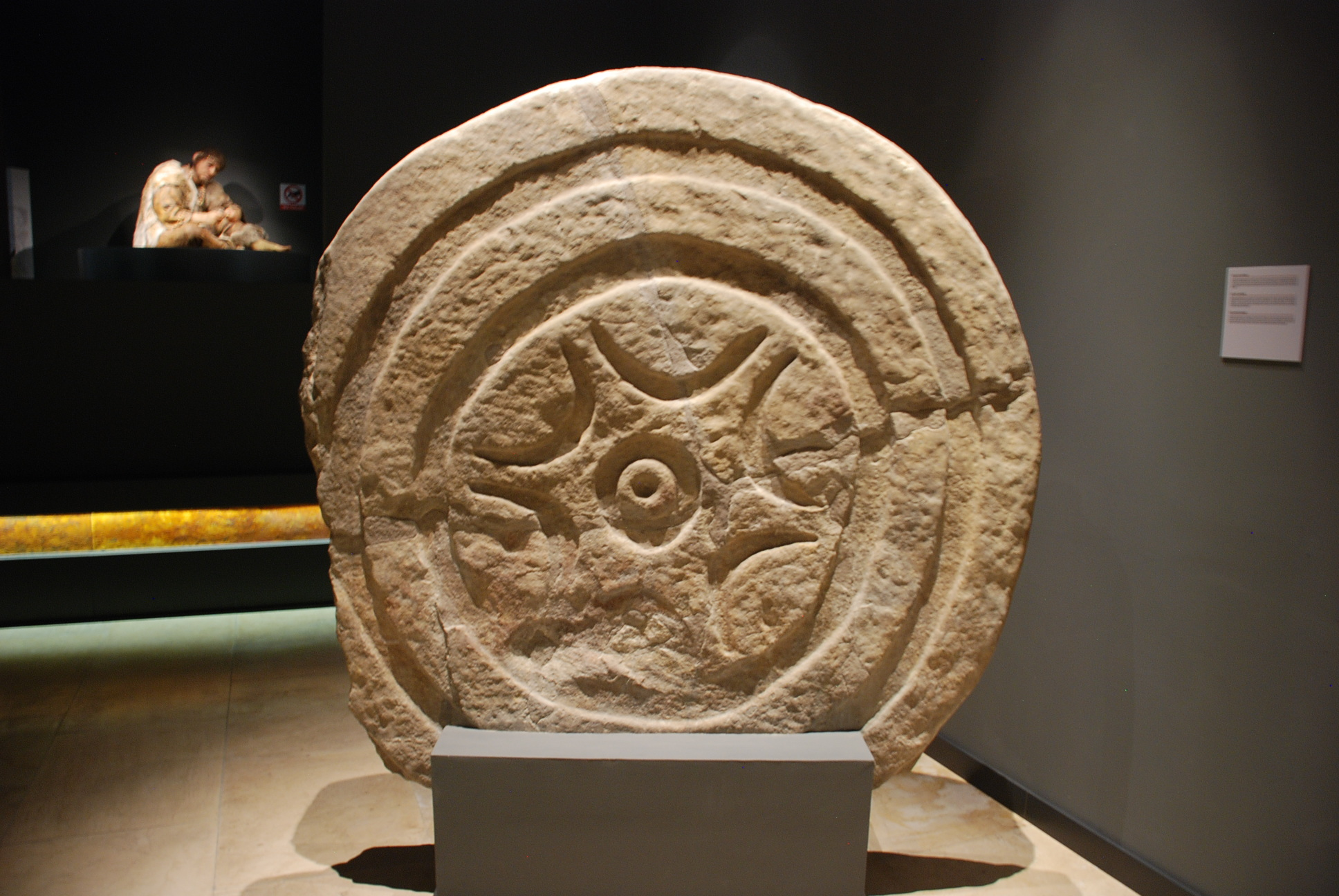
Stele von Lombera
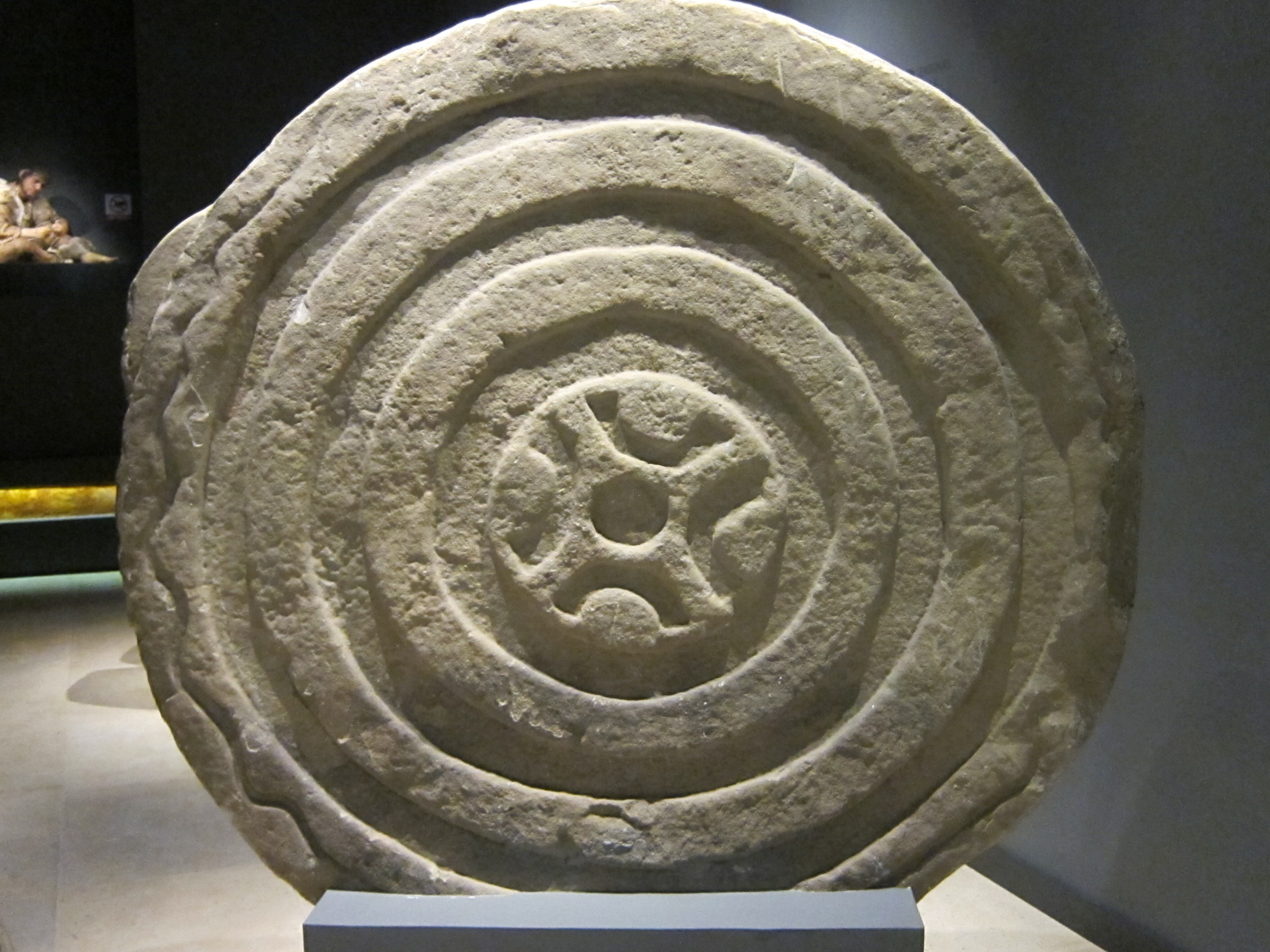
Stele von Lombera
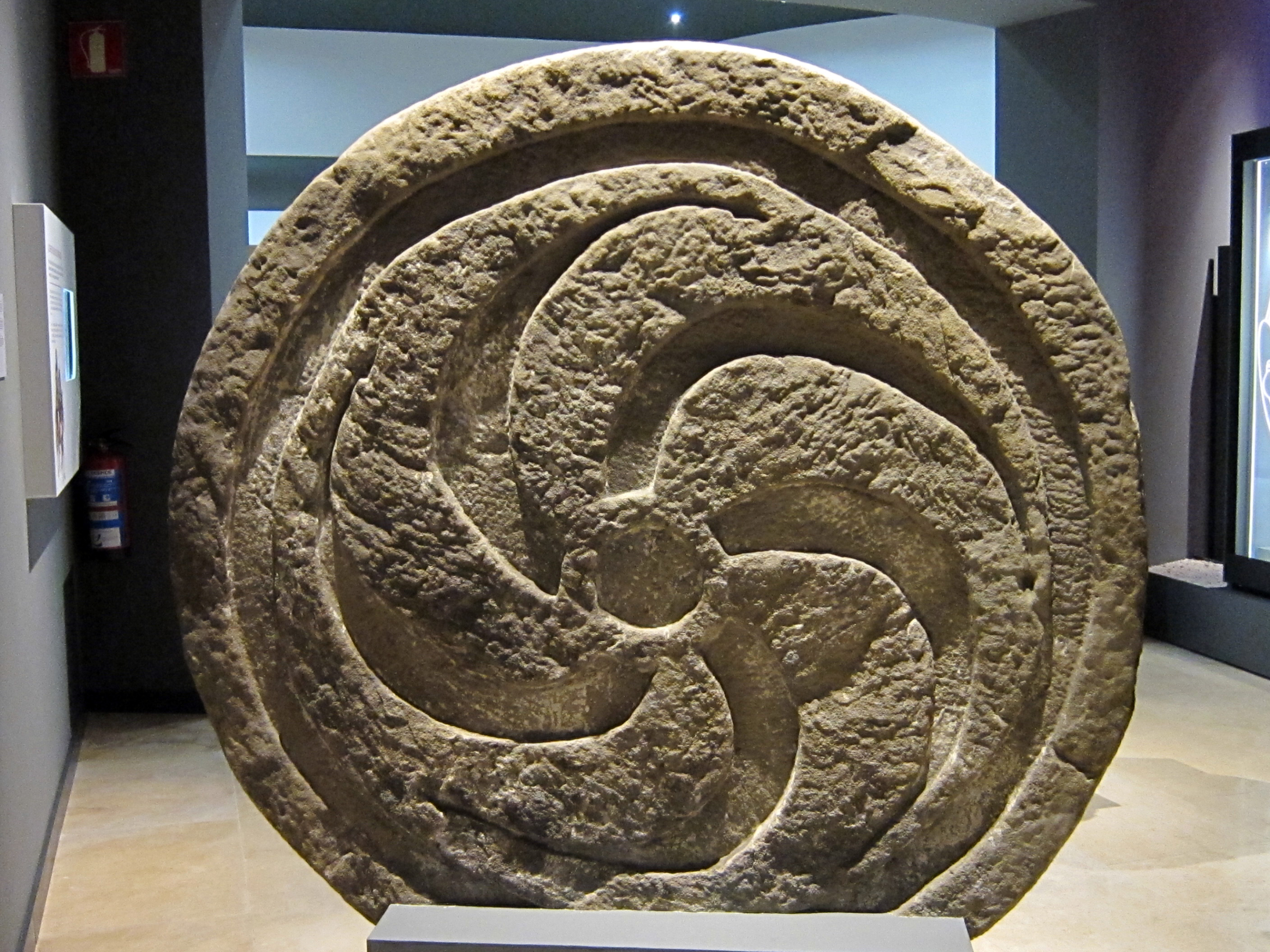
Stele von Lombera

Das Wappen Kantabriens trägt seit 1984 eine kantabrische Stele, nämlich die von Barros, die seit 1985 als Bien de Interés Cultural, also als bedeutendes Kulturdenkmal gilt. Die fünfarmige Swastika wurde ihrerseits zum Symbol einer sozialistischen Gruppierung – in Verbindung mit einer emporgereckten Faust und dem fünfzackigen Stern.